# Sannikovljev tjesnac
Sannikov tjesnac (rus. пролив Санникова) je 50 km širok tjesnac u Rusiji. Odvaja Anžuove od Ljahovskih otoka i povezuje Laptevsko more na zapadu s Istočnosibirskim morem na istoku. Ime je dobio po ruskom istraživaču Jakovu Sannikovu.